# Liste der Baudenkmäler in Wald (Oberpfalz)

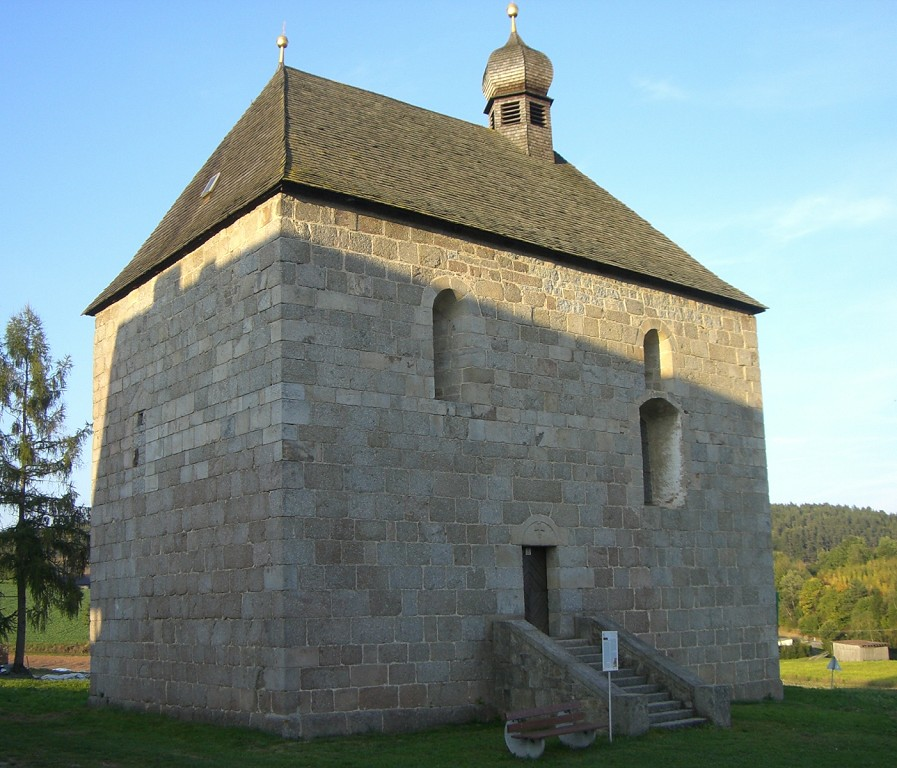
St. Ägidius in Schönfeld

Auf dieser Seite sind die Baudenkmäler in der Oberpfälzer Gemeinde Wald zusammengestellt. Diese Tabelle ist eine Teilliste der Liste der Baudenkmäler in Bayern. Grundlage ist die Bayerische Denkmalliste, die auf Basis des Bayerischen Denkmalschutzgesetzes vom 1. Oktober 1973 erstmals erstellt wurde und seither durch das Bayerische Landesamt für Denkmalpflege geführt wird. Die folgenden Angaben ersetzen nicht die rechtsverbindliche Auskunft der Denkmalschutzbehörde.

## Baudenkmäler nach Ortsteilen

### Wald
| Lage                     | Objekt                                 | Beschreibung | Akten-Nr.    | Bild                      |
| ------------------------ | -------------------------------------- | --- | ------------ | ------------------------- |
| Hauptstraße 1 (Standort) | Katholische Pfarrkirche St. Laurentius | Saalbau mit Satteldach, eingezogenem Chor und Westturm mit Zwiebelhaube und Werksteingliederungen in Granit, Langhaus 18. Jahrhundert, Turm gotisch, Haube 1740, Chor neugotisch, 1890; mit Ausstattung; Friedhofskapelle, heute Kriegerkapelle, Walmdachbau mit vorgeblendetem Schweifgiebel und Putzgliederungen, 18. Jahrhundert; Friedhofsmauer, Bruchstein- und Quadermauerwerk, 18. Jahrhundert, teilweise erneuert; Grabkreuz, Schmiedeeisen, 18./19. Jahrhundert | D-3-72-169-1 | weitere Bilder            |
| Hauptstraße 2 (Standort) | Figurengruppe am Pfarrhof              | Figurengruppe an der Fassade, hl. Josef und Jesusknabe, 4. Viertel 19. Jahrhundert | D-3-72-169-2 | Figurengruppe am Pfarrhof |

### Götzendorf
| Lage                     | Objekt   | Beschreibung | Akten-Nr.     | Bild |
| ------------------------ | -------- | --- | ------------- | ---- |
| Götzendorf 21 (Standort) | Wohnhaus | Nachbildung eines eingeschossigen und traufständigen Wohnstallbaues mit schindelgedecktem Halbwalmdach, Blockbauwände, Giebelschrot und Dachkonstruktionsteile des frühen 19. Jahrhunderts, 1988 aus Pollenried, Stadt Roding, hierher transferiert, auf neu gemauertem Erdgeschoss; Getreidekasten, Blockbau, 19. Jahrhundert, 1989 gleichfalls aus Pollenried hierher transferiert; Backofen, Satteldachbau, Bruchstein und Quader, um 1900; in situ erhalten | D-3-72-169-19 | BW   |

### Kolmberg
| Lage                              | Objekt      | Beschreibung                                                         | Akten-Nr.    | Bild |
| --------------------------------- | ----------- | -------------------------------------------------------------------- | ------------ | ---- |
| Buchendorfer Straße 10 (Standort) | Flurkapelle | Gehäuse mit Satteldach und Figurennische, modern bezeichnet mit 1901 | D-3-72-169-5 | BW   |

### Losenhof
| Lage                  | Objekt                              | Beschreibung | Akten-Nr.    | Bild |
| --------------------- | ----------------------------------- | --- | ------------ | ---- |
| Linksau (Standort)    | Marterl                             | Gusseisernes Feldkreuz auf ornamentierter Pyramide im Grundriss des gleichseitigen Dreiecks, Granit, spätklassizistisch, bezeichnet mit 1869 | D-3-72-169-7 | BW   |
| Losenhof 1 (Standort) | Bauernhof, ehemaliges Wohnstallhaus | Zweigeschossiger und traufständiger massiver Satteldachbau, im Kern 18./19. Jahrhundert; Getreidekasten, zweigeschossiger Walmdachbau mit Giebelaufgang, Unterteil Bruchstein, Oberteil Blockbau, 18. Jahrhundert, über Keller des 16./17. Jahrhundert; Stadel, giebelständiger Ständerbau mit Satteldach, frühes 19. Jahrhundert | D-3-72-169-6 | BW   |

### Maiertshof
| Lage                           | Objekt               | Beschreibung                                                                                               | Akten-Nr.    | Bild |
| ------------------------------ | -------------------- | --- | ------------ | ---- |
| Roßbacher Straße 6a (Standort) | Wegkapelle Herz-Jesu | Traufständiger Satteldachbau mit Säulenvorhalle, Granit, bezeichnet mit 1906; an der Straße nach Süßenbach | D-3-72-169-8 | BW   |

### Schönfeld
| Lage                   | Objekt                                                        | Beschreibung | Akten-Nr.     | Bild           |
| ---------------------- | ------------------------------------------------------------- | --- | ------------- | -------------- |
| Schönfeld 1 (Standort) | Katholische Nebenkirche und ehemalige Burgkapelle St. Ägidius | Unterkellerter Saalbau mit eingezogenem Chor und Walmdach, Quadermauerwerk aus Granit, romanisch, 1160/70, Dachreiter und Fenstererweiterung an der Südseite 18. Jahrhundert; mit Ausstattung | D-3-72-169-11 | weitere Bilder |

### Siegenstein
| Lage                    | Objekt                                                      | Beschreibung | Akten-Nr.     | Bild                                                        |
| ----------------------- | ----------------------------------------------------------- | --- | ------------- | ----------------------------------------------------------- |
| Burgstraße 8 (Standort) | Ehemalige Burgkapelle und katholische Nebenkirche St. Georg | Saalbau mit eingezogener Apsis und verschindeltem Dachreiter, frühgotisch, 13. Jahrhundert, Dachreiter 2. Hälfte 17. Jahrhundert; mit Ausstattung | D-3-72-169-12 | Ehemalige Burgkapelle und katholische Nebenkirche St. Georg |
| Schloßberg (Standort)   | Ehemalige Burg                                              | Mauerreste des Hauptbaues und der Nordostecke der Befestigung, Buckelquader- und Bruchsteinmauer, Granit, 12./13. Jahrhundert                     | D-3-72-169-13 | weitere Bilder                                              |

### Süssenbach
| Lage                              | Objekt                                        | Beschreibung | Akten-Nr.     | Bild           |
| --------------------------------- | --------------------------------------------- | --- | ------------- | -------------- |
| Siegensteiner Straße 4 (Standort) | Katholische Expositurkirche St. Jakobus Maior | Saalkirche mit eingezogenem Chor, Walmdach und Fassadenturm mit Spitzdach, in der Substanz gotisch, wohl 14. Jahrhundert, nach Mitte 18. Jahrhundert barockisiert, Turmhelm 1883, Langhauserweiterung 1948; mit Ausstattung; Friedhofsmauer, Bruchstein- und Quadermauerwerk, Granit, 17./18. Jahrhundert, auf der Ostseite neue Mauer vorgesetzt | D-3-72-169-15 | weitere Bilder |

### Weitenfürst
| Lage                     | Objekt    | Beschreibung | Akten-Nr.     | Bild |
| ------------------------ | --------- | --- | ------------- | ---- |
| Weitenfürst 2 (Standort) | Hofanlage | 18./19. Jahrhundert; Wohnstallhaus, zweigeschossiger Massivbau mit Halbwalmdach; Nebengebäude, eventuell ehemaliges Austragshaus, Massivbau mit Satteldach. | D-3-72-169-20 | BW   |